# Hans Andersson (ishockeyspelare född 1947)
Hans ”Hasse” Andersson, född 4 mars 1947, är en svensk före detta professionell ishockeyspelare (forward) och ishockeytränare.
Han var med och tog upp Färjestad BK till Division 1 1970.